# Tinamú beccurt
El tinamú beccurt (Crypturellus parvirostris) és una espècie d'ocell de la família dels tinàmids (Tinamidae) que viu a la selva humida, bosquets de bambú i matoll del sud-est del Perú, nord i est de Bolívia, Brasil al sud de l'Amazonas, el Paraguai i nord-est de l'Argentina. Notable pel bec relativament curt.